# Clara Wichmann Instituut
Het Clara Wichmann Instituut  (CLWI), genoemd naar de juriste Clara Wichmann, was een Nederlandse organisatie die zich bezighield met de rechtspositie van vrouwen. Zij werd in 1987 opgericht door bundeling van drie verschillende initiatieven van feministische vrouwelijke juristen in de jaren 80 van de vorige eeuw: de Landelijke Werkgroep Vrouw en Recht, bestaande uit feministische rechtshulpverleensters en medewerkers juridische vrouwenstudies bij universiteiten, het tijdschrift Nemesis en de Stichting Rechtenvrouw, een feministisch Proefprocessenfonds. Tot de oprichters behoorde de juristen Dorien Pessers en Heikelien Verrijn Stuart.
Het Instituut is per 1 oktober 2004 opgeheven wegens het beëindigen van de overheidssubsidie.
Het CLWI was een expertisecentrum op het gebied van Vrouw en Recht, dat als kerntaken een juridisch tijdschrift uitgaf (Nemesis), een databank opzette en bijhield met literatuur en jurisprudentie, scholingsbijeenkomsten verzorgde en een proefprocessenfonds ondersteunde. Verder bracht het Instituut gevraagd en ongevraagd rapporten en adviezen uit.
Belangrijke activiteiten waren politiek lobbywerk, ondersteunen van feministische advocatuur en het voeren van proefprocessen, bijvoorbeeld over wijziging van de achternaam na scheiding. Het CLWI spande ook een proces aan tegen de Staatkundig Gereformeerde Partij (SGP) die geen vrouwen als lid accepteerde. Op 7 september 2005 bepaalde de rechtbank van Den Haag dat het subsidiëren door de Staat van de SGP in strijd was met het VN Vrouwenverdrag, en dat de subsidie derhalve diende te worden gestaakt. Op 5 december 2007 werd het vonnis van de Haagse rechtbank evenwel door de Raad van State vernietigd. In een nieuwe reeks rechtszaken die niet de subsidie maar de rechtmatigheid van de statuten aan de orde stelden, volgden uiteindelijk de Hoge Raad en daarna ook het Europees Hof voor de Rechten van de Mens de juridische stellingnamen van het Instituut.
Hoewel later in naam een instituut voor genderproblematiek, bleef het instituut zich volgens de statuten tot het eind exclusief bezighouden met de belangen van vrouwen. 
Een bekende medewerkster was de advocate Elsbeth Boor die onder andere de SGP-processen voerde. De laatste directeur was Margreet de Boer. 
Na opheffing van het Instituut is het proefprocessenfonds zelfstandig verder gegaan als de Stichting Proefprocessenfonds Clara Wichmann, met overname van enkele activiteiten, later hernoemd naar Bureau Clara Wichmann. De jurisprudentiedatabank is overgenomen door de Vereniging voor Vrouw en Recht 'Clara Wichmann'. De verzameling boeken en tijdschriften van het Instituut is overgeheveld naar het IIAV, dat later herdoopt werd in Aletta en in 2012 fuseerde met E-quality tot Atria, kennisinstituut voor emancipatie en vrouwengeschiedenis.